# Suports del cigonyal

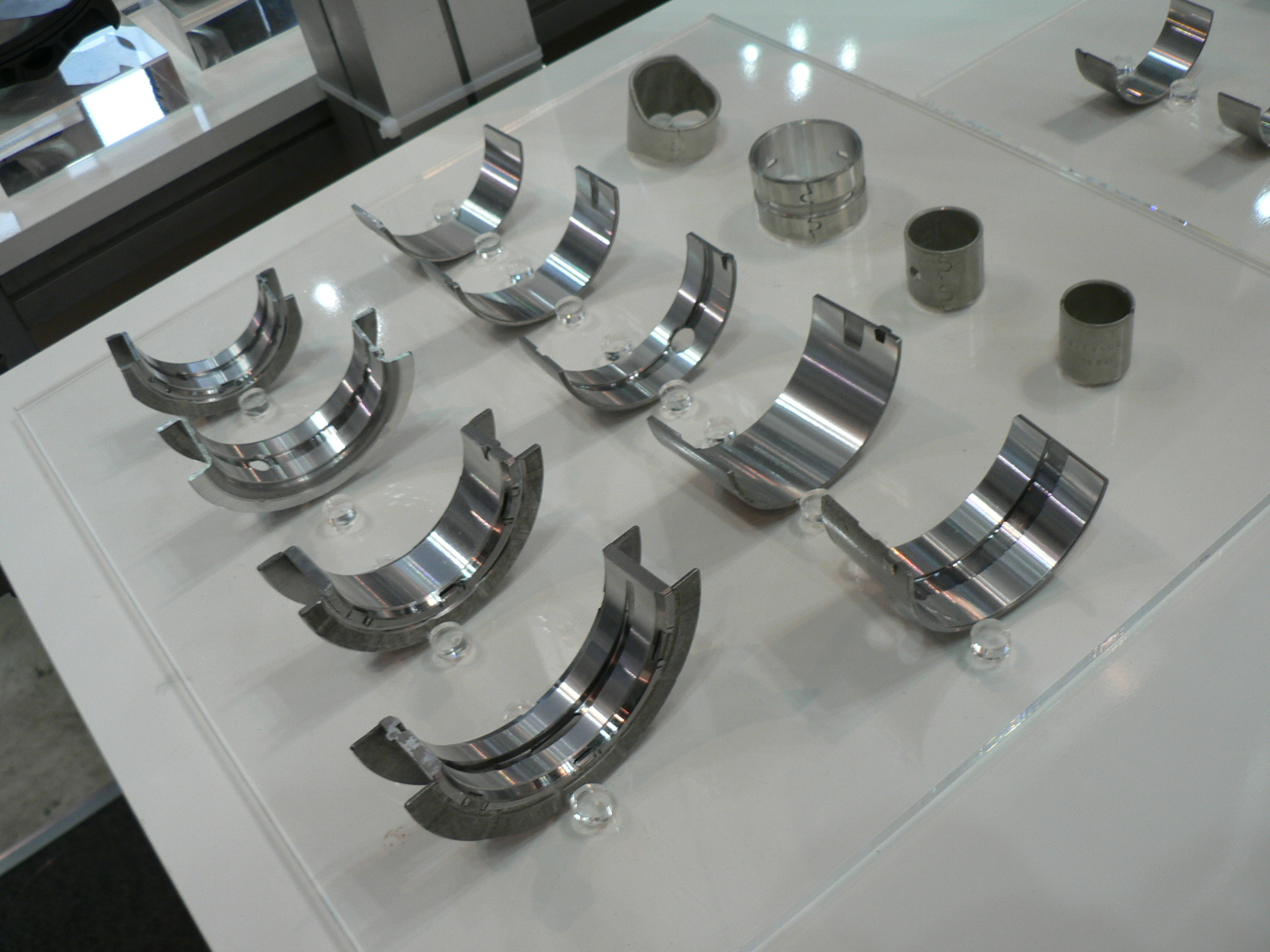
Coixinets antifricció del cigonyal.

Els  suports del cigonyal  són els allotjaments del bloc del motor en un motor de combustió interna alternatiu que subjecten el cigonyal.

## Característiques
Posseeixen un dispositiu de lubricació, normalment a pressió, des del sistema de lubricació del motor, i entre el cigonyal i el material del bloc porten uns coixinets antifricció.
En el cas dels alguns tipus de cigonyals (normalment motors monocilíndrics, de quatre i dos temps) els suports estan constituïts per rodaments de boles.
Com el cigonyal ha de muntar-se en el bloc, juntament amb les bieles i els pistons, els suports són desmuntables, mitjançant unes tapes trucades de bancada. D'aquesta manera es poden substituir els coixinets antifricció.

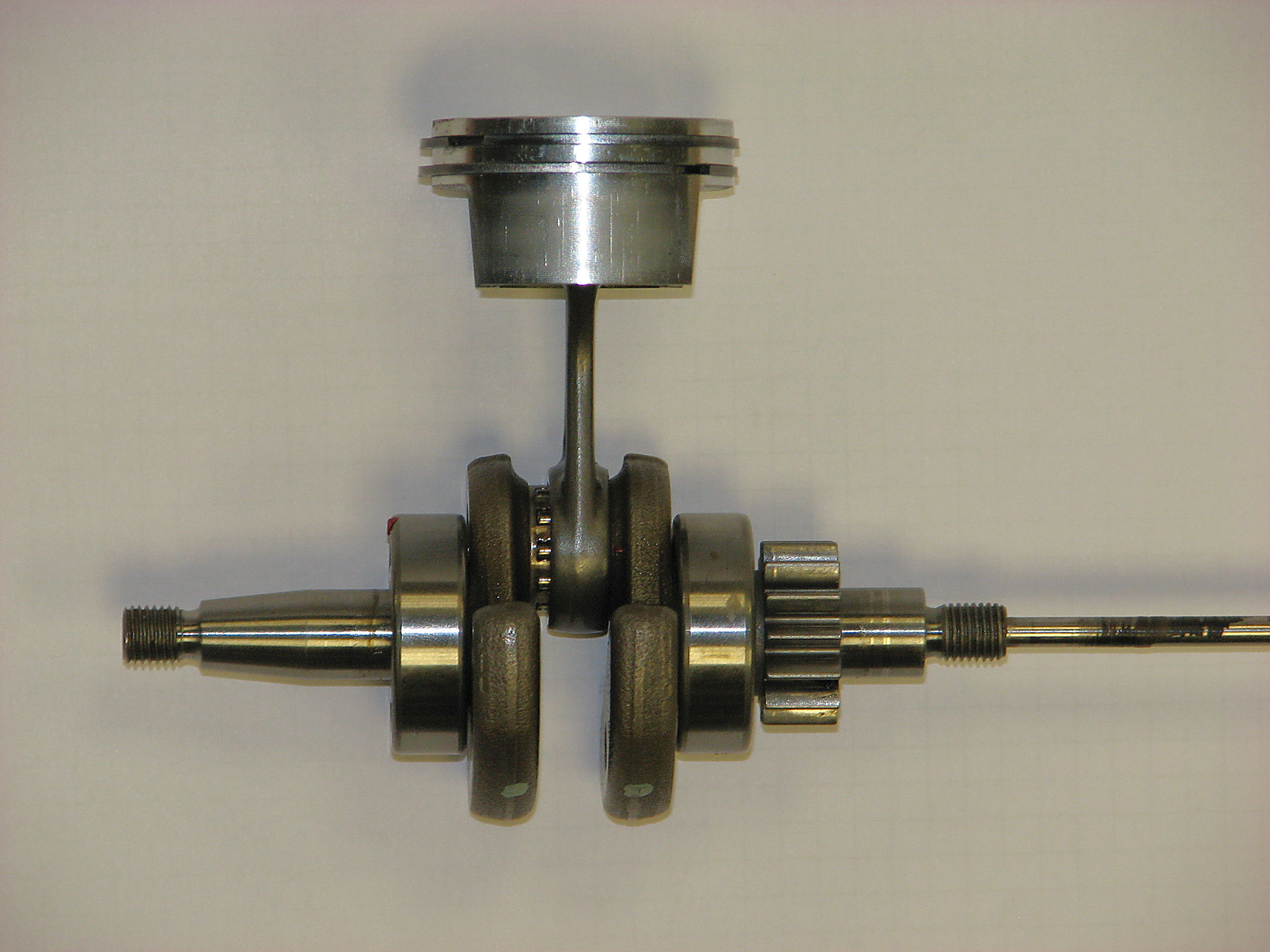
Cigonyal desmuntable d'un monocilíndric, s'aprecien els rodaments de bola dels suports